# Paullinia nuriensis
Paullinia nuriensis är en kinesträdsväxtart som beskrevs av Julian Alfred Steyermark. Paullinia nuriensis ingår i släktet Paullinia och familjen kinesträdsväxter. Inga underarter finns listade i Catalogue of Life.